# Charles Piazzi Smyth
Charles Piazzi Smyth (Nápoly, 1819. január 3. – 1900. február 21.) skót csillagász, William Henry Smyth tengerésztiszt, hidrográfus és csillagász fia.

## Életútja
1835-ben Thomas Maclear (Őfelsége csillagásza a Jóreménység fokán, Her Majesty's Astronomer at the Cape of Good Hope) asszisztense lett, majd 1846-tól az edinburghi obszervatórium skót királyi csillagásza (Astronomer Royal for Scotland, 1846–1888) és az edinburghi egyetem tanára volt. 1888-ban vonult nyugalomba.
Több tudományos expedícióra vállalkozott. Norvégiában megfigyelte a napfogyatkozást; 1856-ban  Tenerifén 2700 és 3260 m magasságban méréseket, megfigyeléseket végzett, főként a csillagok fényességére és színeire nagy figyelmet fordítva. Észleléseinek eredményeit 1858-ban Londonban publikálta. 1859-ben Oroszországban tett utazást, melynek tapasztalatait kétkötetes könyvben összegezte (Three Cities in Russia). Több évet töltött Egyiptomban, ahol a gízai nagy piramist tanulmányozta, bonyolult méréseket végzett. A nagy piramist magasabb inspiráció révén épült műnek tartotta, melyben a világegyetem méretei, napjaink fizikai felfedezései mintegy letétbe helyezve vannak. E tárgyban írt kiemelkedő műve az Our Inheritance in the Great Pyramide (London, 1864). Írt egy Meteorological spectroscopy című munkát is, mely az általa kiadott Observations made at the Royal Observatory of Edinburgh 13-14. kötetét tölti meg (Edinburgh, 1871-1877).

## Munkái
- Description of New or Improved Instruments for Navigation and Astronomy (Edinburgh, 1855)
- Teneriffe, an astronomer's experiment (London, 1858)
- Three Cities in Russia (két kötet, London, 1862)
- Our Inheritance in the Great Pyramide (London, 1864)
- Life and Work at the Great Pyramid (Edinburgh, 1867)
- On the Antiquity of Intellectual Man (Edinburgh, 1868).